# عيد العجائب

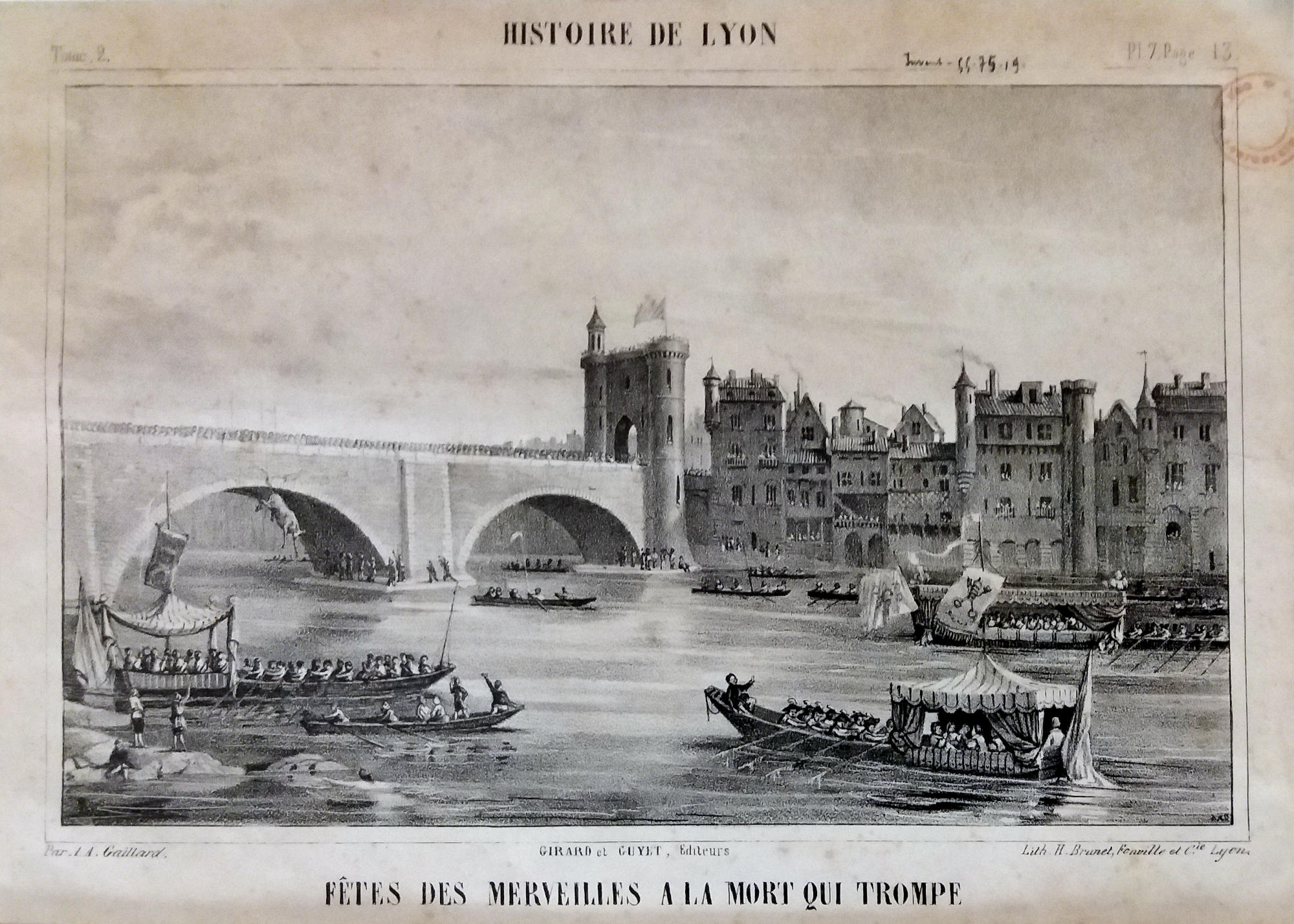
عيد عجائب تصوير A-A. جيلارد. الليثوغراف القرن التاسع عشر .من متحف جدجن

عيد العجائب (بالفرنسية: Fête des Merveilles)‏ عيد العجائب أو عيد من المعجزات هو حفل ديني و وثني، عقد في مدينة ليون الفرنسية على ضفاف نهر ساون خلال جزء من القرون الوسطى. انه لا ينفصل عن مقدس بثين، يوم تحية لشهداء ليون 177.

## التسمية
وتستخدم كل من الأسماء بالتبادل، فهي شبه المرادفات تعيين نفس الطقوس، «يوم المعجزات» (Miracula) يتم ربط الحقائق الدينية للشهداء،